# Château de Lascours
Pour le château situé à Boisset-et-Gaujac, voir Château de Lascours (Boisset-et-Gaujac).
Pour les articles ayant des titres homophones, voir Château de Lacour, Château de la Cour et Château Lacour.
Le château de Lascours est un ancien château fort du XIIe siècle, plusieurs fois remanié, qui se dresse sur la commune de Laudun-l'Ardoise dans le département du Gard en région Languedoc-Roussillon.
Au titre des monuments historiques : le portail d'entrée ; la salle des États Généraux avec sa cheminée et son sol en carreaux de terre cuite, au deuxième niveau de l'aile ouest ; la niche de fontaine en gypserie au deuxième niveau du corps central ; la porte d'entrée de la chapelle ; la porte d'entrée donnant sur le grand escalier ; la cheminée monumentale dans une pièce communiquant avec la salle des États Généraux font l'objet d'un classement par arrêté du 15 décembre 1980 ; le château en totalité avec les terrasses, les douves et le pont font l'objet d'une inscription par arrêté du 17 décembre 2008.

## Situation
Le château de Lascours est situé dans le département français du Gard sur la commune de Laudun-l'Ardoise. Il ne doit pas être confondu avec son homonyme situé à Boisset-et-Gaujac, également dans le Gard : Le Château de Lascours.

## Académie de Lascours
Le château de Lascours abrite une académie depuis que sa propriétaire Jacqueline Gurnari l'a voué aux activités culturelles.
L'Académie de Lascours est fondée le 8 septembre 1988, et installée en décembre par Jean Pouilloux ; lors de cette séance inaugurale, Maurice Druon envoie un message d'amitié à l'Académie.
L'Académie se réunit en dix séances publiques et dix séances privées par an. Son emblème est la Dame à la rose, ancienne propriétaire du château, et sa devise « Sapientiae rosa Rhodani dumeto ».
L'Académie publie des Cahiers, ainsi que des actes.
En 2019, Alain Aventurier, secrétaire perpétuel de l'Académie de Nîmes, se demandant « Que publie donc Lascours ? », critique les « ego surdimensionnés » et la propension de son homologue à l'appeler « cher confrère ».

### Personnalités
L'Académie compte parmi ses membres titulaires présents ou passés des personnalités, notamment le réalisateur Jean-Paul Fargier, le pédologue Christian Feller, le chirurgien et homme politique Alexandre Pissas et l'altiste Pierre-Henri Xuereb.

### Présidents
- 1988-1989 : Jacques Bonnaud[8]
- 1990-1991 : Alain Girard[8]
- 1992-1993 : Pierre-Marie Michel[8]
- 1994-1995 : Guy Broglia[8]
- 1996-1997 : Henri Blanc[8]
- 1998-1999 : Jean-Louis Bastouil[8]
- 2000-2001 : Patrick Sandevoir[8]
- 2002-2003 : Régis Laurent[8]
- 2004-2005 : François Saurel[8]
- 2006-2007 : Antoine Schülé[8]
- 2008-2009 : Lyne de Pins[8]
- 2010-2011 : Jean-Jacques Verda[8]
- 2012-2013 : André Chapus[8]
- 2013-2014 : Diego Rodriguez[8],[a]
- 2014-2017 : Christian Feller[8],[b]
- 2017-2019 : Arlette Fétat[8]
- 2019-2021 : Jean-Paul Fargier[9]
- depuis 2021 : Alain Bourges

### Secrétaires perpétuels
- 1988-2004 : Jacques Bonnaud[8]
- 2004-2008 : Guy Broglia[8]
- 2008-2012 : Antoine Schülé[8],[c]
- depuis 2012 : Patrick Sandevoir[8],[d]

#### Châteaux
- Ressource relative à l'architecture :   - Mérimée
- Notices d'autorité :   - VIAF
  - BnF (données)
  - IdRef

#### Académie
- Sites officiels : www.academie-lascours.fr et www.academie-lascours.fr
- Ressources relatives aux organisations (pour Académie de Lascours) :   - SIREN
  - Répertoire national des associations
- Notices d'autorité (pour Académie de Lascours) :   - VIAF
  - BnF (données)
  - IdRef